# کاداپا
کاداپا (به انگلیسی: Kadapa) یک شهر در هند است که در بخش کدپا، آندرا پرادش واقع شده‌است.

## مشخصات
کاداپا ۱۶۴٫۰۸ کیلومتر مربع مساحت و ۳۴۳٬۰۵۴ نفر جمعیت دارد و ۱۳۸ متر بالاتر از سطح دریا واقع شده‌است.